# 寶聯控股
寶聯控股有限公司，簡稱寶聯控股（英語：PPS International (Holdings) Limited，港交所：8201），於1978年由主席和首席執行官范石昌，創立名為「康領保潔用品有限公司」，再在1986年創立「寶聯環衛服務有限公司」。
總部位於香港北角屈臣道2-8號海景大廈B座503C室。業務在中港澳經營提供高效及專業的清潔、各種專業服務（雲石晶面處理及翻新、焗霧及滅蟲、酒店房務、酒店廚房通宵清潔及公眾位置清潔、外牆玻璃清潔、巴士及渡輪清潔、地毯清潔、隔油池清潔、廢物處理及環保回收服務等）、和各類建築及設施提供專業服務（住宅、商業及工業大廈、商場、酒店及服務式住宅、會所、政府機構及公共運輸機構）。
該股份在2013年6月17日於港交所創業板上市。配售股份為30,000,000股，配售價為1.2港元，總代價為3600萬港元。

## 連結
- HKPPS.com.hk （页面存档备份，存于）